# Чернышево (Шуйский район)
Чернышево — деревня в Шуйском районе Ивановской области. Входит в состав Колобовского городского поселения.

## География
Находится в южной части Ивановской области на расстоянии приблизительно 13 км на юг-юго-восток по прямой от районного центра города Шуя.

## История
В 1859 году здесь (тогда деревня в составе Ковровского уезда Владимирской губернии) было учтено 8 дворов.

## Население
Постоянное население составляло 58 человек (1859 год), 5 в 2002 году (русские 100 %), 4 в 2010.